# Euthanasiecentrum Hartheim

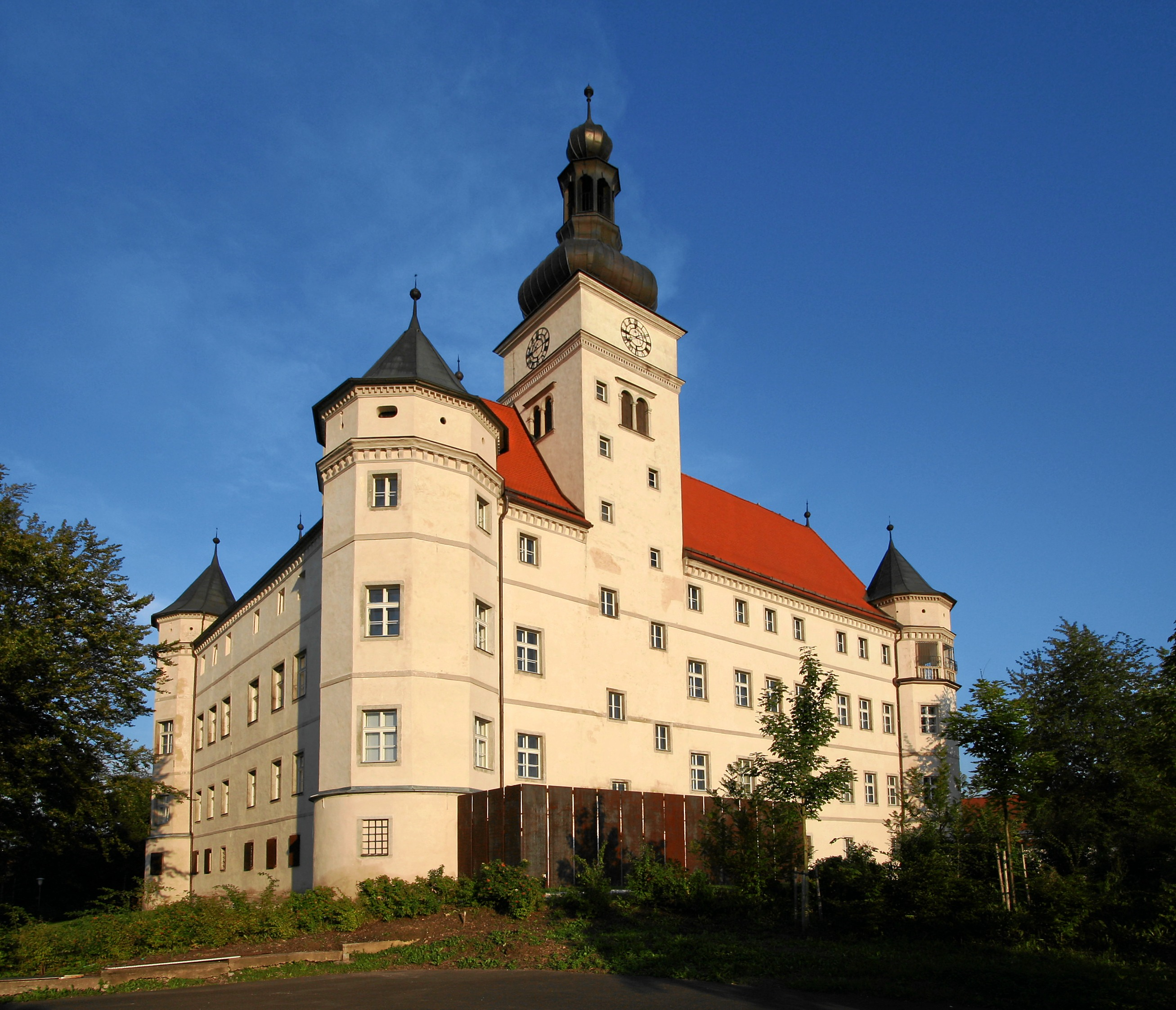
Slot Hartheim

Het Euthanasiecentrum Hartheim (Duits: Tötungsanstalt Hartheim) was een instelling die betrokken was bij de uitvoering van het nationaalsocialistische euthanasieprogramma, ook wel aangeduid als Aktion T4. Het was gevestigd in het Slot Hartheim in de gemeente Alkoven, in de buurt van Linz, Oostenrijk.

## Hartheimstatistieken
In juni 1945 werd bij een onderzoek door een opsporingsambtenaar van de Amerikaanse strijdkrachten in Slot Hartheim een kluis geopend waarin de zogenaamde Hartheimstatistieken werden gevonden. Dit 39 pagina's tellende document, dat werd geschreven voor interne doeleinden van Aktion T4, bevatte de maandelijkse statistieken van de gedode mensen met een geestelijke of lichamelijke beperking in de zes euthanasiecentra die het Derde Rijk telde. In het document wordt het vermoorden van de patiënten eufemistisch met "desinfectie" aangeduid. Een toenmalig werknemer getuigde in 1968 en 1970 dat hij de statistieken eind 1942 heeft moeten samenstellen. Bij de statistieken hoorde ook een blad waarop een berekening stond dat het (zogenoemde) desinfecteren van 70.273 mensen met een levensverwachting van 10 jaar een besparing op voedsel in de waarde van 141.775.573,80 Rijksmark had opgeleverd.

## Slachtoffers
Volgens de Hartheimstatistieken werden in de gaskamer van Hartheim in de periode tussen mei 1940 en 1 september 1941 18.269 mensen vermoord. Dit gebeurde  middels koolmonoxidevergiftiging.
| 1940 | 1940 | 1940  | 1940  | 1940  | 1940  | 1940  | 1940 | 1941 | 1941  | 1941  | 1941  | 1941  | 1941  | 1941 | 1941  | Totaal |
| mei  | juni | juli  | aug.  | sept. | okt.  | nov.  | dec. | jan. | febr. | maart | april | mei   | juni  | juli | aug.  | Totaal |
| ---- | ---- | ----- | ----- | ----- | ----- | ----- | ---- | ---- | ----- | ----- | ----- | ----- | ----- | ---- | ----- | ------ |
| 633  | 982  | 1.449 | 1.740 | 1.123 | 1.400 | 1.396 | 947  | 943  | 1.178 | 974   | 1.123 | 1.106 | 1.364 | 735  | 1.176 | 18.269 |

Deze statistiek heeft slechts betrekking op de uitvoering van de eerste fase van het euthanasieprogramma. Deze fase werd na protesten van de Rooms-Katholieke Kerk door Hitler per 24 augustus 1941 beëindigd.
Men schat dat het totaal van het aantal vermoorde mensen in Hartheim circa 30.000 betreft. Onder de vermoorden bevonden zich gehandicapten, zieken, maar ook gevangenen uit concentratiekampen.

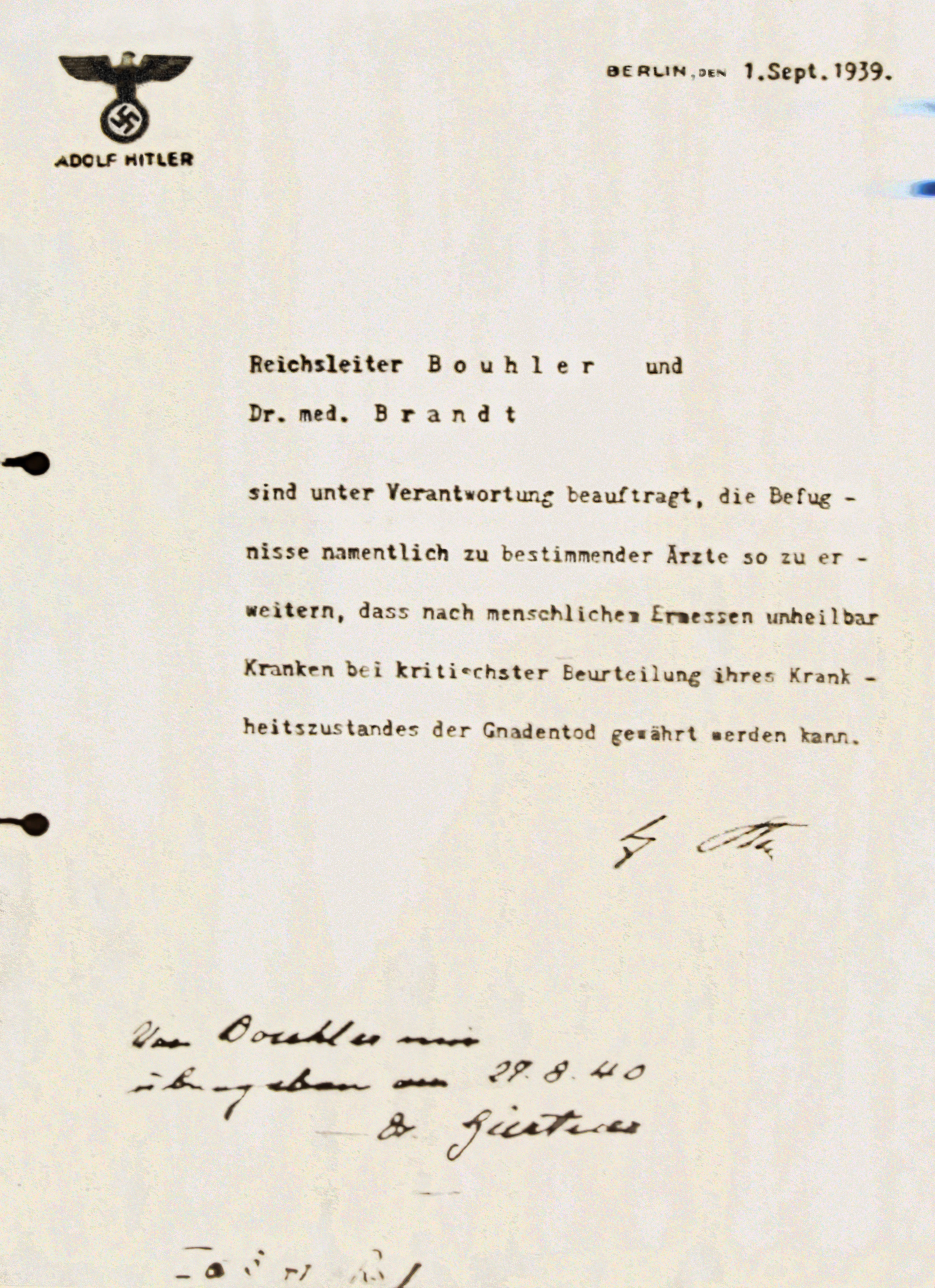
Hitlers opdracht tot Action T4, die leidde tot de dood van meer dan 70.000 mensen

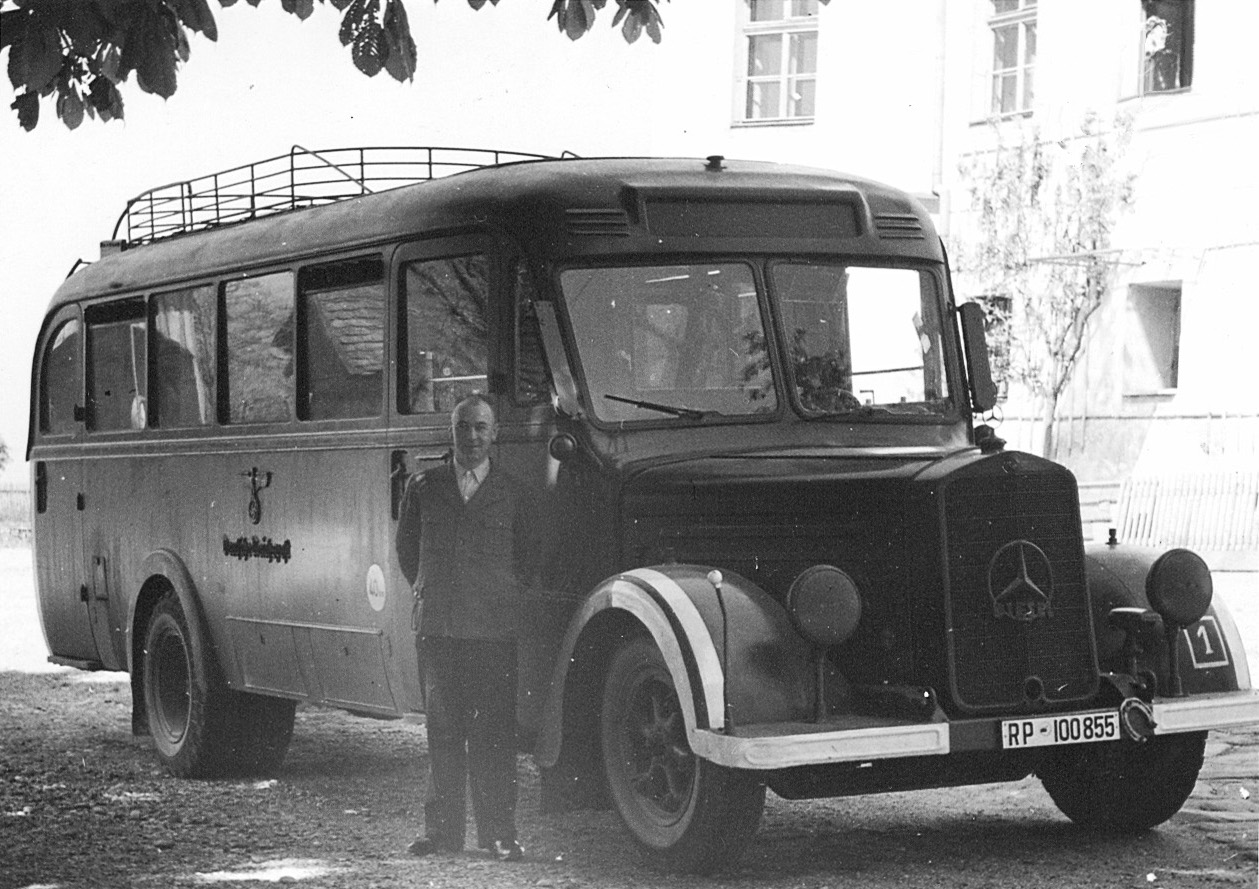
Een bus met de chauffeur die de slachtoffers naar Hartheim transporteerde

## Aktion 14f13
De Aktion 14f13, in het nationaalsocialistische taalgebruik Sonderbehandlung 14f13, betrof de selectie van en moord op concentratiekampbewoners. Het betrof de van 1941 tot 1944 in het Duitse Rijk als zieken, ouderen en mensen die niet konden werken geclassificeerde kampbewoners. Aktion 14f13 werd ook als Invaliden of Gevangeneneuthanasie omschreven en bevatte later ook andere groepen uit de kampen. Al drie dagen na het formele einde van Action T4 kwam er in Hartheim een eerste bus aan met 70 Joodse gevangenen uit het concentratiekamp Mauthausen, die na aankomst werden gedood.
Het Euthanasiecentrum Hartheim kreeg niet alleen de reputatie dat van de zes euthanasiecentra hier het grootste aantal patiënten werd vergast, maar dat ook in het kader van Aktion 14f13 hier de meeste concentratiekampbewoners werden vermoord. Hun aantal wordt geschat op circa 12.000 slachtoffers.
Vooral ook gevangenen uit Mauthausen, die niet meer in staat waren het zware werk in de steengroeven te verrichten, maar ook politiek ongewenste gevangenen werden naar Hartheim getransporteerd. In de bureaucratie werden deze overplaatsingen met begrippen als "recreatieverlof" verdoezeld. Vanaf 1944 werden de gevangenen niet langer door T4-artsen geselecteerd; het doel was toen eenvoudig om zo snel mogelijk nieuwe ruimte te creëren in het kamp Mauthausen. Andere transporten kwamen uit het kamp Gusen, Melk en waarschijnlijk ook uit het kamp Ravensbrück. Met het laatste transport naar Hartheim op 11 december 1944 eindigde de Aktion 14f13.

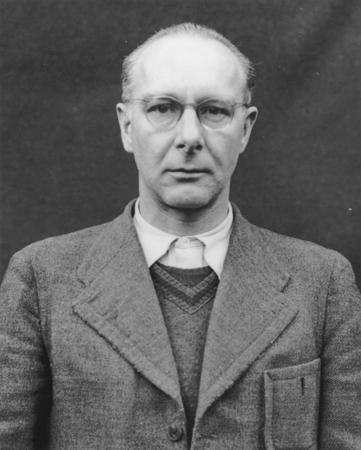
Viktor Brack als aangeklaagde tijdens het artsenproces in Neurenberg

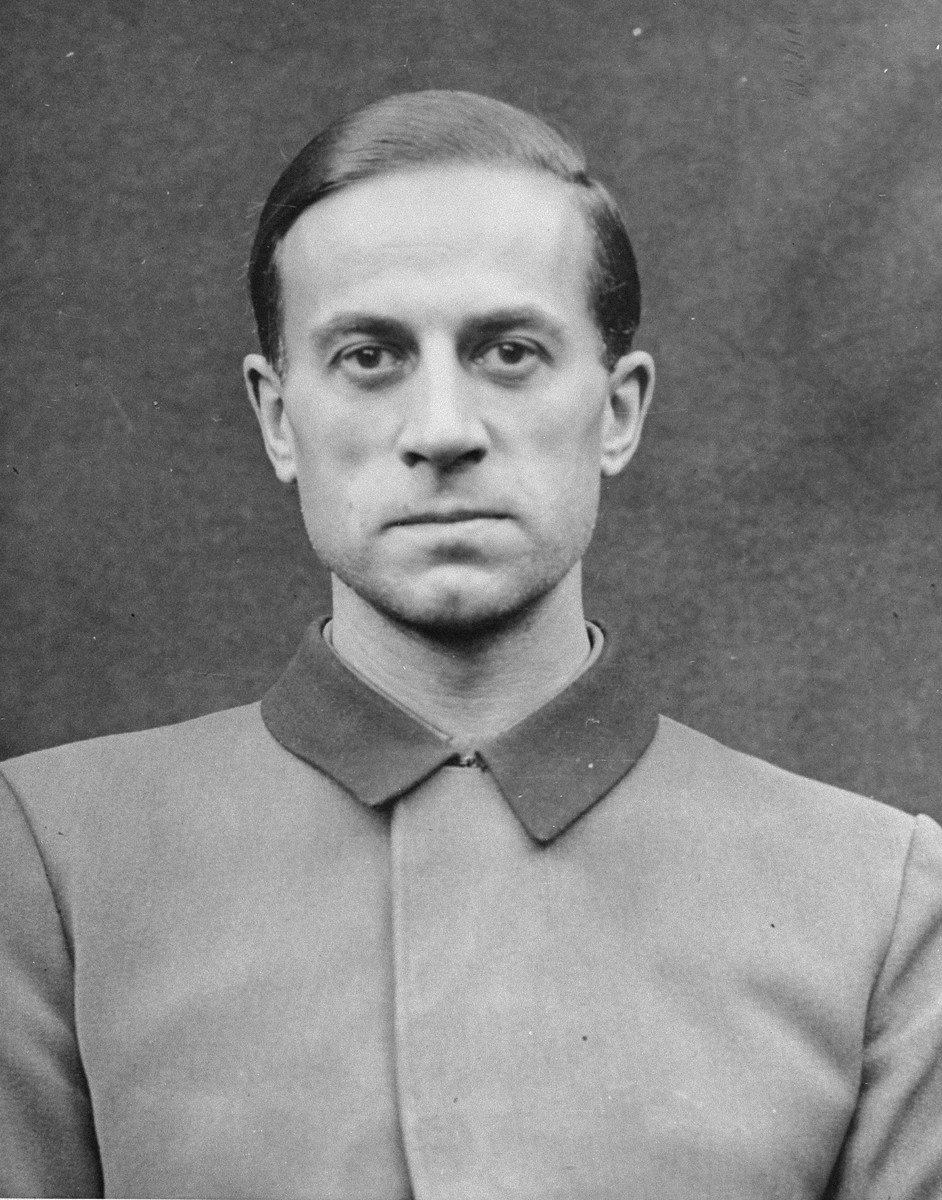
Karl Brandt in 1947

## De artsen
In navolging van Hitlers memorandum van 1 september 1939 gelastten Viktor Brack en Karl Brandt, de organisatoren van Aktion T4, dat de euthanasie op zieken alleen mocht worden uitgevoerd door artsen. De bediening van de gaskraan in de euthanasiecentra was dus voorbehouden aan artsen. Gedurende de uitvoering van het euthanasieprogramma kwam het echter ook voor dat bij afwezigheid van artsen of vanwege andere redenen niet-artsen de gaskraan bedienden. Veel artsen gebruikten in het externe schriftelijke verkeer een fictieve naam in plaats van hun echte naam.
In Hartheim waren de volgende artsen werkzaam:
- Hoofdarts: Rudolf Lonauer: 1 april 1940 tot april 1945
- Plaatsvervangend hoofdarts: Georg Renno: mei 1940 tot februari 1945

## Verhuizing T4-centrale
Wegens de toenemende bombardementen op Duitsland verhuisde de Euthanasiecentrale aan de Tiergartenstaße 4 te Berlijn in 1943 naar de Ostmark, dat toentertijd spottend de schuilkelder van het Rijk werd genoemd. Een deel van de organisatie werd in Hartheim ondergebracht en zo kwamen ook de statistieken van de euthanasiecentra in Hartheim terecht.

## Slachtoffers

#### Bekende slachtoffers
- Erwin Hanslik (1880–1940), een Oostenrijks-Poolse historicus en publicist
- Peeke Bosma (1908-1942), landelijk bestuurslid en gemeenteraadslid in Deventer voor de RSAP
- Bernhard Heinzmann (1903–1942), een Duitse katholieke priester
- Friedrich Karas (1895–1942), een Oostenrijkse katholieke priester
- Jan Kowalski (1871–1942), een Poolse bisschop van de oud-katholieke kerk
- Friederike (Friedl) Roth, geboren Reichler (1900-1940), de echtgenote van de schrijver Joseph Roth
- Ida Maly (1894–1941), een Oostenrijkse kunstschilder
- Gottfried Neunhäuserer (1882–1941), een Oostenrijkse benedictijn
- Werner Sylten (1893–1942), een protestants theoloog van joodse afkomst

#### Geestelijken
In totaal vermoordde men in Hartheim 310 Poolse, zeven Duitse, zes Tsjechische, vier Luxemburgse, drie Nederlandse en twee Belgische priesters. Veel geestelijken werden vanuit het kamp Dachau naar Hartheim getransporteerd. Het volgende verhaal toont aan hoezeer men soms hechtte aan de geheimhouding van de moord op geestelijken. Toen de geestelijke Hermann Scheipers in het invalidenblok terechtkwam, waar de SS gevangenen voor het transport naar Hartheim verzamelde, wendde zijn zuster, die correspondeerde met haar broer, zich tot een zekere dr. Bernsdorf, een medewerker van het RSHA Berlijn-Oranienburg, die voor de priesters in het priesterblok verantwoordelijk was. De zus van Scheipers confronteerde Bernsdorf met de bewering dat het in Münsterland inmiddels een publiek geheim was dat gearresteerde priesters werden vergast. Tijdens dit gesprek werd Bernsdorf zichtbaar nerveus en stelde zich in verbinding met de kommandantur van Dachau. Nog diezelfde dag, op 13 augustus 1942, werd Scheipers samen met drie andere geestelijken uit het invalidenblok overgeplaatst naar het priesterblok, waarmee het transport naar Hartheim van de baan was.

## Het T4-personeel in Hartheim
Hoofdverantwoordelijk voor de rekrutering van het personeel waren volgens latere getuigenissen de beide nationaalsocialistische functionarissen Stefan Schachermayr (1912–2008) en Franz Peterseil (1907–1991), samen met Adolf Gustav Kaufmann (1902–1974), de leider van de inspectieafdeling van de T4-centrale in Berlijn.
- Erwin Lambert: verantwoordelijk voor de inbouw van een crematorium en de gaskamers
- Rudolf Lonauer: hoofdarts in Hartheim, leidde eveneens enkele andere instellingen voor mensen met een psychische stoornis
- Vinzenz Nohel: medewerker crematorium
- Franz Reichleitner: politieagent, bestuurlijk medewerker; werd later commandant in het vernietigingskamp Sobibór
- Georg Renno: psychiater, plaatsvervangend euthanasie-arts
- Anton Schrottmayer: verpleger, pleegde later zelfmoord
- Franz Stangl: politieagent, Gestapo-medewerker, plaatsvervanger administratieve leiding – werd later kampcommandant in de vernietigingskampen Sobibór en Treblinka
- Karl Steubel: hoofdverpleegkundige, pleegde later zelfmoord
- Josef Vallaster: arbeider, crematoriummedewerker, later opzichter in het vernietigingskamp Sobibór
- Gustav Wagner: werd later plaatsvervangend commandant in het vernietigingskamp Sobibór
- Christian Wirth: commissaris, kantoormedewerker; werd later commandant in het vernietigingskamp Bełżec